# 洛米埃
洛米埃是非洲中西部國家喀麥隆的城市，由東部省負責管轄，位於該國東南部德賈動物保護區以東，分別距離首都雅溫得和貝爾圖阿3800公里和310公里。

## 外部連結
- Mail & Guardian Online article: For Cameroon's pygmies, no forest is impenetrable enough （页面存档备份，存于）
- Pictures of Lomié

3°10′N 13°37′E / 3.167°N 13.617°E